# Chaetodipus fallax
Chaetodipus fallax је врста из реда глодара и породице Heteromyidae.

## Распрострањење
Врста има станиште у Сједињеним Америчким Државама и Мексику.

## Станиште
Станишта врсте су жбунаста вегетација и пустиње.

## Угроженост
Ова врста је наведена као последња брига, јер има широко распрострањење и честа је врста.